# Mikhaïl Guebelev
Mikhaïl Guebelev, né le 15 octobre 1905 à Ousliany, Raïon de Poukhavitchy, (République socialiste soviétique de Biélorussie) et mort le 15 août 1942 à Minsk, était un des dirigeants du Parti communiste clandestin de la République socialiste soviétique de Biélorussie, durant l'occupation allemande, à l'époque de la Seconde Guerre mondiale. Secrétaire du comité de quartier clandestin, il dirigea la résistance dans le ghetto de Minsk. Arrêté par les nazis durant l'été 1942, il est condamné à mort et pendu.

## Biographie
Guebelev naît dans le village d'Ousliany, en 1905. Sa mère, Rissia, meurt du typhus en 1919 et son père, Leïba Guebelev, menuisier-ébéniste élève seul leurs 8 enfants (4 garçons et 4 filles) ; Mikhaïl a alors 14 ans.
À Ousliany, dans les années 1920, il est secrétaire de l'organisation de la jeunesse communiste (Komsomol) et député au conseil agricole,.
En 1927 Mikhaïl Guebelev est appelé à l'armée et fait son service à Babrouïsk, au 10e Régiment de Fusiliers. Pendant cette période, il termine l'école militaire et devient commandant. Il entre au Parti communiste de l'Union soviétique (section Biélorusse). C'est à cette époque qu'il fait la connaissance de sa future épouse et se marie,.
Après sa démobilisation, il part pour Minsk où il travaille comme menuisier à l'usine Molotov et, parallèlement, il étudie à l'Université du Travail, au centre de formation communiste et dans un centre de propagande.
De 1939 au début de la Seconde Guerre mondiale, il est nommé instructeur de propagande au sein du Comité de district du parti communiste de la ville de Minsk. Il vit, avec son épouse Hacia et leurs trois enfants dans un studio d'une seule pièce, rue Miasnikova.
Le 24 juin 1941, Guebelev se rend au point de rassemblement de l'armée, dans le quartier des faubourgs de Minsk, Ouroutché. Cependant, il y règne une telle panique et un tel désordre qu'il retourne en centre-ville.
Il dirige le réseau de résistance clandestin dans le ghetto que les Allemands créent le 20 juillet 1941.
En juillet 1942, il est arrêté par les forces d'occupation et condamné à mort le 15 août 1942. 16 membres de sa famille sont tués dans ce ghetto.

## Activités clandestines
Après la mort de Jacob Kirkaiechto, lors d'une rafle de l'été 1941, Guebelev devient membre de la troïka dirigeant les clandestins du ghetto, avec Isaïe Kazinine et Hersh Smolar. Comme il est le seul minskois de cette troïka et qu'il connait bien la ville, Guebelev est chargé des relations entre le réseau clandestin du ghetto de Minsk et les « raïons russes »,.
Pour son courage et sa bravoure, Guebelev reçoit le surnom de « Ne craint pas les Allemands ». Il s'occupe de beaucoup de problèmes liés à l'activité clandestine dans le ghetto : sélectionner et envoyer des prisonniers dans les rangs des partisans ; création du premier atelier d'imprimerie clandestine ; sauvetage d'enfants juifs en leur procurant de faux documents d'identité et en les envoyant dans la « zone russe ». Il cache aussi, dans le ghetto, des clandestins poursuivis par la Gestapo.
Après l'arrestation d'Isaïe Kazinine, le 26 mars 1942, Guebelev est confirmé par Hersh Smolar comme étant, de facto, un des chefs de l'organisation clandestine dans la ville de Minsk,.
Au début du mois de mai 1942, après délibération des dirigeants des clandestins de la ville, cinq comités de districts clandestins du Parti communiste de Biélorussie sont créés. Guebelev dirige celui de Telmanov, dans le ghetto de Minsk.
La Gestapo mène des recherches pour trouver les chefs clandestins et, durant l'été 1942, ces derniers prennent la décision d'envoyer Guebelev dans les rangs des partisans pour échapper aux recherches. Après la guerre, un proche de Guebelev, Simon Schneider raconte, : « J'étais là, à l'endroit d'où Guebelev envoyait un groupe du ghetto vers les rangs des partisans. Il aurait dû quitter ce groupe et aller avec les autres chez les partisans. Il ne restait qu'une seule place dans le camion, la sienne. Mais il me vit et dit : « Pars, toi, Simon. Je partirai la prochaine fois… ». Je refusai. Il insista. Il pouvait s'enfuir. Il m'a sauvé. Quant à lui… ».
En juillet 1942, Guebelev est arrêté dans Minsk et jeté en prison. Les clandestins préparent sa fuite, rassemblent de l'argent et trouvent un garde prêt à l'aider. Cependant, avant qu'ils ne le fassent évader, Guebelev est transféré dans les locaux de la Gestapo, le 15 août 1942, où il est pendu,.
Après son départ vers les partisans et la mort de Guebelev, Hersh Smolar cesse ses activités de dirigeant des clandestins. Les derniers des clandestins rejoignent aussi les partisans.

## Hommages
Après la guerre, le silence est fait à propos de Guebelev, des autres membres des mouvements de partisans et de leurs actions durant la guerre,.
Ce n'est que le 13 mai 1965, par décret du Præsidium du Soviet suprême, que Mikhaïl Guebelev est décoré, à titre posthume, de l'Ordre de la Guerre patriotique.
En Biélorussie, le nom de Guebelev n'est cité publiquement comme celui d'un héros de la résistance clandestine que le 13 octobre 1993, à l'occasion du 50e anniversaire de la destruction du ghetto de Minsk. Son nom n'est cité que parmi ceux d'autres clandestins résistants, lors du jubilé solennel présidé par le chef du Soviet suprême de Biélorussie, Stanislaw Chouchkievitch.
Pour le centième anniversaire de sa naissance, le 15 octobre 2005, une des rues de Minsk est baptisée à son nom : rue Mikhaïl Guebelev. Ce même jour, la fille de Guebelev, Svetlana, reçoit également, des mains du président Biélorusse Alexandre Loukachenko, à titre posthume pour son père, la médaille « 60e anniversaire de la libération de la République de Biélorussie des envahisseurs fascistes allemands, ».

## Famille
L'épouse et les enfants de Guebelev, qui avaient réussi à quitter le ghetto, ne sont retournés à Minsk qu'après la guerre. Le père de Mikhaïl, Leiba, s'enfuit à Minsk après avoir tué, en 1941, un soldat allemand qui se trouvait dans sa maison à Ousliany et est, lui aussi, tué dans le ghetto.
Hacia, l'épouse de Mikhaïl Guebelev, meurt à Minsk le 20 septembre 1987,.
Leurs trois filles vivent aux États-Unis.